# Chetogena mageritensis
Chetogena mageritensis là một loài ruồi trong họ Tachinidae.